# 北村卓士
北村 卓士（きたむら たかし 1956年9月27日 - 2019年12月18日）は、日本中央競馬会の元騎手。
同じく元騎手の福永洋一は義兄（姉・裕美子の夫）、洋一の子で元騎手・現調教師の福永祐一は甥にあたる。

## 人物
1956年9月27日、東京都出身。
1982年に騎手免許取得。当初は美浦トレーニングセンターの石栗龍雄厩舎所属騎手であったが、1984年に栗東トレーニングセンターの福永甲厩舎へ移籍している。
初騎乗は1982年3月6日、第2回中山競馬3日目第6競走のエクセルスワローで7着。
初勝利はデビューより4か月後の1982年7月17日、第2回札幌競馬3日目第4競走（平地競走）のタケノリバー。
平地競走、障害競走の免許を保持しており、当初は騎乗比率も半々であった。1992年ごろから障害戦の騎乗が中心となったが、後述の落馬事故まで数は少ないが平地戦にも騎乗して勝利を挙げたこともあった。
1992年3月14日、第49回阪神障害ステークス（春）でロングアポロンに騎乗して優勝したのが重賞初勝利。同年は障害で18勝をあげ、1992年度JRA賞最多勝利障害騎手を受賞、その後も1994年度、1996年度に同賞を受けた。その間、障害重賞4勝。
1998年7月19日、新潟競馬場での障害競走で落馬し、外傷性脳挫傷および外傷性急性硬膜外血腫、頸椎損傷などの重傷を負い、一時は意識不明の重体となった（その後回復）。
落馬事故から回復したあと再起を目指したが、脳挫傷による障害もあり、騎乗できる状態には回復しなかったため、2000年8月31日付で騎手免許を返上し、現役を引退した。
2019年12月18日、病気のため死去。63歳没。

## 戦績
- 1,247戦（平地：542戦、障害：705戦）114勝（平地：20勝、障害：94勝《重賞4勝》）

## 主な騎乗馬
- ロングアポロン（1992年阪神障害ステークス・春、京都大障害・秋）
- ニホンピロラック（1994年東京障害特別・秋）
- マヤノギャラクシー（1995年京都障害ステークス・秋）